# Пулиджа, Орацио Сатта
Орацио Сатта Пулиджа (итал. Orazio Satta Puliga; 6 октября 1910 года, Турин — 22 марта 1974 года, Милан) — итальянский автомобильный конструктор и инженер, ставший известным по своей работе над несколькими кузовными работами в Alfa Romeo. Был выходцем с Сардинии.

## Биография
Орацио получил образование в Туринском политехническом университете(Politecnico di Torino) по специальности инженер машиностроения в 1933 году и инженер воздушной техники в 1935 году. Орацио устроился на работу в Alfa Romeo в отдел дизайна 2 марта 1938 года, где работал под руководством Вильфредо Рикарта. Впоследствии в 1946 году, Орацио Пулиджа сменил на должности главного дизайнера Рикарта, где занялся переработкой и работой над 158 и 159, Alfa Romeo Giulietta, Alfa Romeo Giulia, Alfa Romeo Montreal и Alfa Romeo Alfetta. Чуть позже он стал главным директором в 1951 году. И, наконец, генеральным вице-президентом в, пробыв в этой должности с 1969 по 1973 год. 1973 год стал роковым для инженера. Пулиджа умер от рака мозга.